# ドメニコ・モンタニャーナ
ドメニコ・モンタニャーナ(Domenico Montagnana　1686年6月24日-1750年3月6日）は、イタリアの弦楽器製作者。モンタニャーナと呼ばれる一連の名器を作成した。特に幅広の形状のチェロが有名で、この時代の最高の弦楽器製作者の1人とされている。モンタニャーナの制作した楽器は、オークションで数百万ドルの値で落札されることがある。

## 生涯
ドメニコ・モンタニャーナは1686年にイタリアのヴェネト州レンディナーラ（Lendinara）で生まれた。父親のパウロ・モンタニャーナは靴職人であり、ドメニコには7人兄弟であったが、母親は1695年に亡くなっている（ドメニコは当時6歳）。モンタニャーナはヴェネツィアのMatteo Sellas（1世）の弦楽器工房に弟子入りした。1712年、モンタニャーナはヴェネツィアのCalle degli Stagneriに「Alla Cremona」という自分の工房をオープンした。 モンタニャーナはヴァイオリンとヴィオラ、チェロ、コントラバスを作成した。モンタニャーナが楽器を制作した時期はアントニオ・ストラディバリが活動していた時期と同じ頃である。モンタニャーナはヴェネツィアで、Caterina Berti（カテリーナ・ベルティ）という女性と結婚し、3人の娘を儲けた（ドイツ語版では6人の娘となっている）。モンタニャーナは1750年にヴェネツィアで死去した。

## 死後
ジョルジョ・セラフィン（Giorgio Serafin）はモンタニャーナの娘の1人と結婚することを条件にモンタニャーナの工房を継承したが、その技術は継承しなかったようである。ジョルジョ・セラフィンは著名な弦楽器製作者でもあるサンクトゥス・セラフィン（Sanctus Seraphin；サント・セラフィン）の甥でもあり弟子でもあったが、サンクトゥス・セラフィンが1744年に工房を閉じたときに、ジョルジョ・セラフィンはその工房は継承しなかった（しばらくの間は運営したとする資料もある）。モンタニャーナの工房を継承したジョルジョ・セラフィンは主に楽器の修理やメンテナンスに多くの時間を費やしたようで、作成された弦楽器の数は少ない。ジョルジョ・セラフィンの楽器には、サンクトゥス・セラフィンの影響が認められる一方で、モンタニャーナの影響は認められず、特徴的な幅広のチェロも継承されなかった。
モンタニャーナが弟子時代を過ごしたMatteo Sellas（1世）の工房は、モンタニャーナが独立した後に、Carlo Annibale Tononi（1675–1730年）やピエトロ・ジョヴァンニ・グァルネリ（Pietro Giovanni Guarneri、1655-1720年）も働いた。Matteo Sellas（1世）の工房は、息子のMatteo Sellas（2世）や孫のZuanne Sellas（1726-）に継承された。孫のZuanne Sellasは1760年まで弦楽器制作をしたのちに引退し、工房はモンタニャーナの工房を引き継いたGiorgio Serafinが引き継いだ。Zuanne Sellasの作品は現在では確認されていない。
モンターニャの家は、1857年にオーストリア政府の市街地再開発計画によって壊された。レンディナーラではモンタニャーナにちなんで、彼の作成した楽器だけで演奏されるコンサートが毎年開催されている。

## 楽器の特徴
モンタニャーナの楽器は、特にチェロにその外観的特徴を見いだせる。彼の制作したいくつかのチェロは、今日主流となっているストラド型と呼ばれるチェロと比較すると幅広である。一部の作品ではアッパーバウツの幅が38cmを超えたサイズであり、通常のチェロケースには収納出来ず、しばしば特注のケースを必要とする。しかし彼が制作した全てのチェロが幅広という訳ではなく、通常サイズのチェロも存在する。モンタニャーナの特徴的な形状のチェロは高く評価され、その後の弦楽器制作者の模倣のモデルの一つになっている。しばしば、『ストラド型』に対して、『モンタニャーナ型』と呼ばれ低音の響きに特徴があるとされる。

## 有名なチェロと、その使用者
100代以上の楽器が残されており、有名なチェロと使用者としては下記のような例がある。
- Petunia (1733) - ヨーヨー・マが使用
- Esquire (1723) - トルルス・モルクが使用
- Feuermann (1735) - スイスのコレクターの所有
- Ex-Servais (1738) - ナサニエル・ローゼンが使用
- Mighty Venetian (1738) - ナサニエル・ローゼンが使用, 以前はアドリアン＝フランソワ・セルヴェdrien-Francois Servaisが使用(1807年-1866年)
- Kates-Hancock (1739) - Stephen Kates -2003年まで使用
- Sleeping Beauty (1739) - ハインリヒ・シフが使用--イギリスのバークレー城に100年以上眠っていた楽器
- Baron Steinheil (1740) (不明)
- Duchess of Cleaveland (1740) (不明)
- Sleeping Princess (不明) - グレゴール・ピアティゴルスキーが使用
- Domenico Montagana (1710) - Guilhermina Suggiaが使用
- Domenico Montagana (1725) - ミッシャ・マイスキーが使用
- Domenico Montagana (1740) - スティーヴン・イッサーリスが使用
- Domenico Montagana (不明) - 木越洋が使用(-2014年頃)

## 参考リンク
- ストラド型とモンタニャーナ型の、外形の違いについて解説した動画